# Berneau
Pour les articles homonymes, voir Berneau (homonymie) et Bernau.
Berneau (en wallon Bièrnawe, en néerlandais Berne, en allemand Bernau) est une section de la commune belge de Dalhem située en Région wallonne dans la province de Liège.
C'était une commune à part entière avant la fusion des communes de 1977.
Berneau est aussi l'endroit d'une station de compression sur le réseau européen de gaz naturel de la société Fluxys où arrive le gaz en provenance d'Allemagne, de Norvège ou de Russie, qui est expédié vers la France, l'Allemagne, la Suisse et le Luxembourg.
C'est à Berneau que se situent actuellement les bureaux de l'administration communale de Dalhem.

## Démographie
- Sources : INS, Rem. : 1831 jusqu'en 1970 = recensements, 1976 = nombre d'habitants au 31 décembre.

## Histoire
Au début de notre ère, l'histoire de Berneau prend racine avec l'exploitation de mines de plomb. Au IXe siècle, le village voit ériger son premier château fort.
En 1081, Berneau entre sous la possession du Comté de Dalhem, passant successivement aux mains des ducs de Brabant, des ducs de Bourgogne, puis aux Habsbourg d'Espagne, et ainsi de suite. À la fin du XIIIe siècle, un donjon fortifié s'élève sur les ruines du château initial, accompagné de deux autres, dont l'un sera remplacé vers 1555 par le château de Longchamps. En 1673, la région accueille Louis XIV, qui accompagne ses troupes lors de la prise de Maestricht le 29 juin, événement marqué par la perte de d'Artagnan quelques jours plus tôt.
À travers les siècles, le donjon subit diverses transformations, prenant le nom de Borcht ou château des Comtes de Borchgrave après son acquisition par cette famille à partir de 1771.
Les conflits religieux entre catholiques et calvinistes marquent des décennies de l'histoire du Comté de Dalhem, qui finit par disparaître en 1794 sous la domination française. Berneau fait alors partie du département de l’Ourthe, puis, en 1814, tombe sous la souveraineté de la Hollande jusqu'à l'indépendance de la Belgique en 1830. En 1847, une église est érigée à l'emplacement d'une chapelle, ultérieurement agrémentée d'un orgue classé en 1991.
Le 4 août 1914, lors de l'invasion allemande en Belgique, le château est incendié, et l'embrasement atteint 71 maisons sur 114, entraînant l'exécution de nombreux civils. Les Allemands entreprennent la construction d'une ligne de chemin de fer reliant Tongres à Aix-la-Chapelle en 1916, utilisant des prisonniers russes pour édifier le viaduc. Le 10 novembre 1918, le kaiser Guillaume II traverse Berneau en partant en exil aux Pays-Bas.
Le 5 septembre 1944, une bombe explose dans le village, causant la mort de deux Allemands. En représailles, quatre civils, dont un membre d'un service secret effectuant des observations météorologiques pour les Alliés, sont fusillés.
En 1976, le Centre culturel et sportif Al Vîle Cinse est créé, accueillant notamment le Musée Gallo-Romain exposant poteries, objets en fer et en bronze. Depuis la fusion des communes le 1er janvier 1977, Berneau fait partie intégrante de l'entité de Dalhem.
En 1986, la Confrérie "Les amis de Jean de Berneau" donne naissance à un géant, ravivant la légende du porcher qui sauva une princesse des griffes d'un dragon à sept têtes.
En septembre 1997, l'Administration Communale de Dalhem transfère ses locaux administratifs dans l'ancien presbytère de Berneau, situé rue de Maestricht 7.

## Patrimoine et culture

### Patrimoine architectural

#### Sites classés
Plusieurs sites situés dans le village de Berneau sont classés. Il s'agit du château Borcht et du presbytère qui y est accolé, l'orgue située dans l'église Saint-Servais ainsi que quelques maisons.

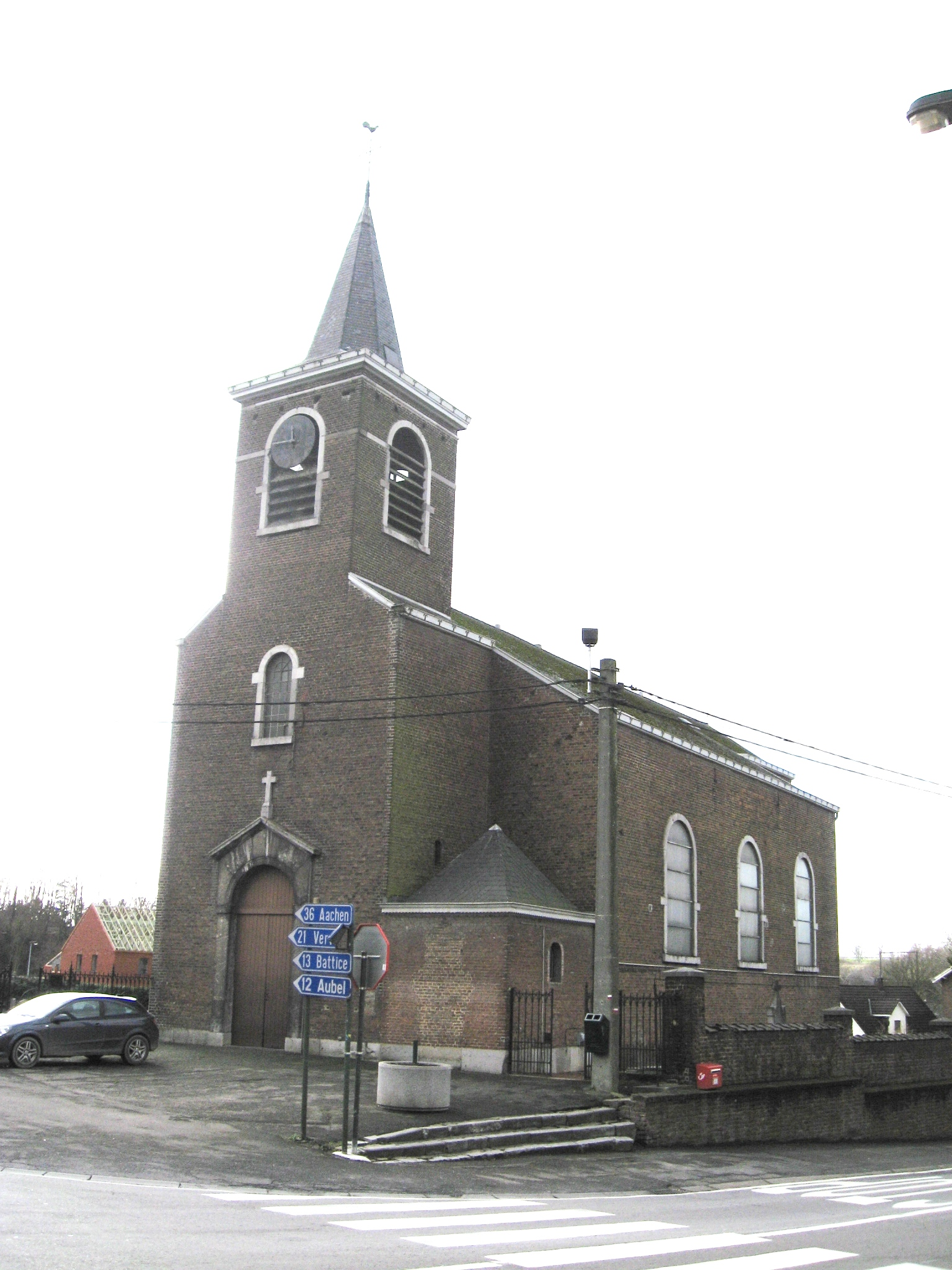
L'église Saint-Servais.
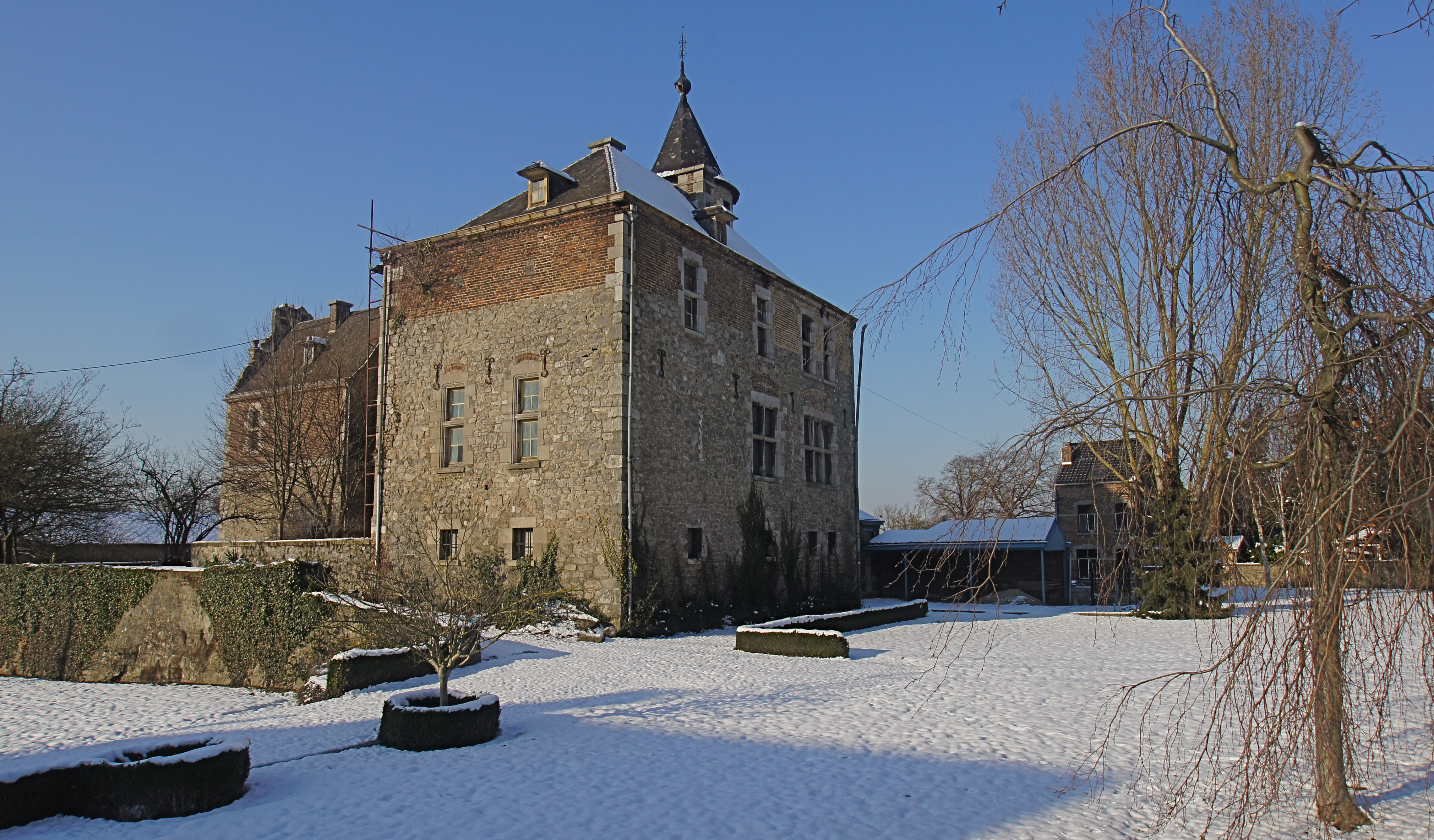
Le château Borcht.
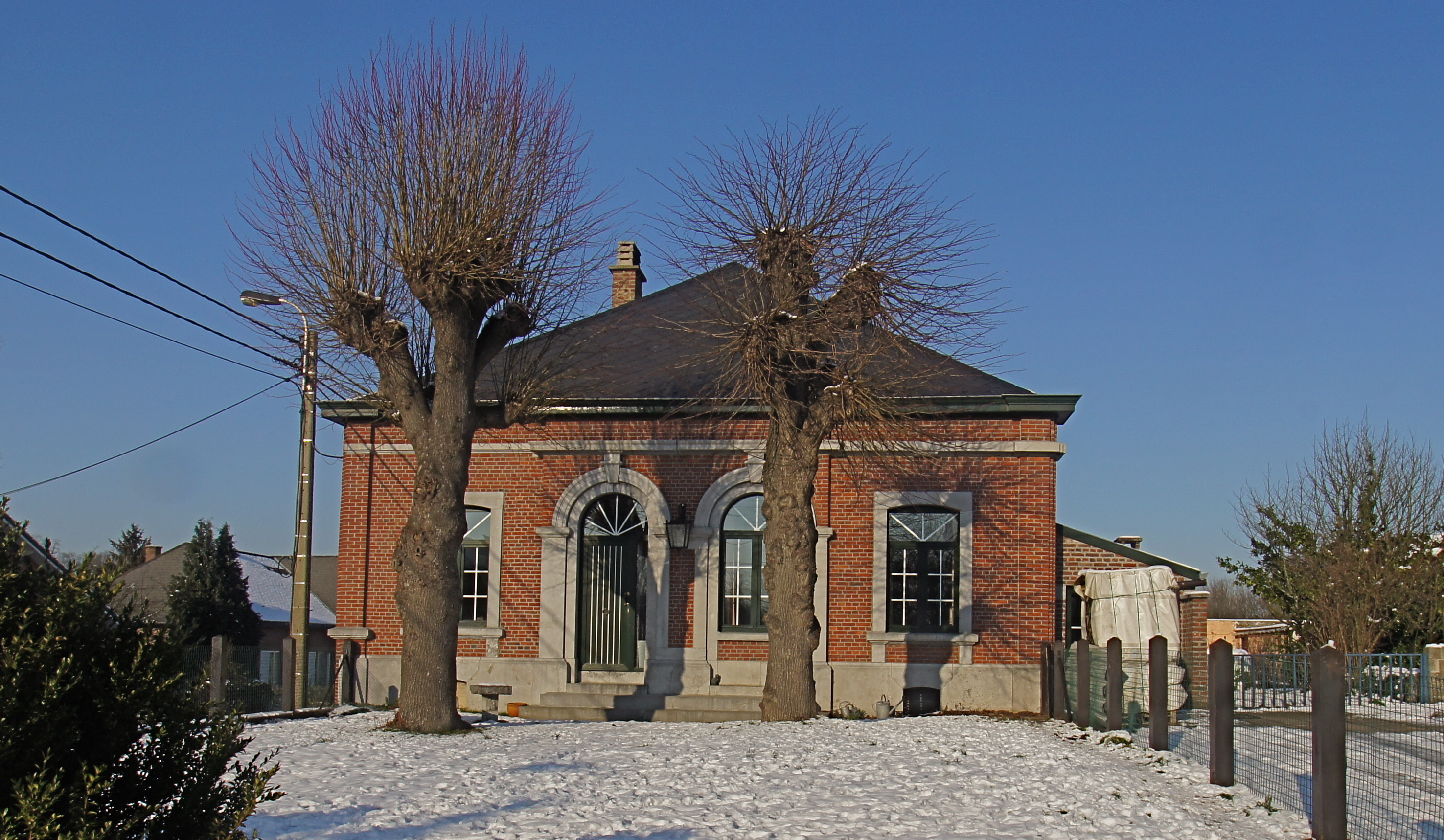
L'ancienne école communale.
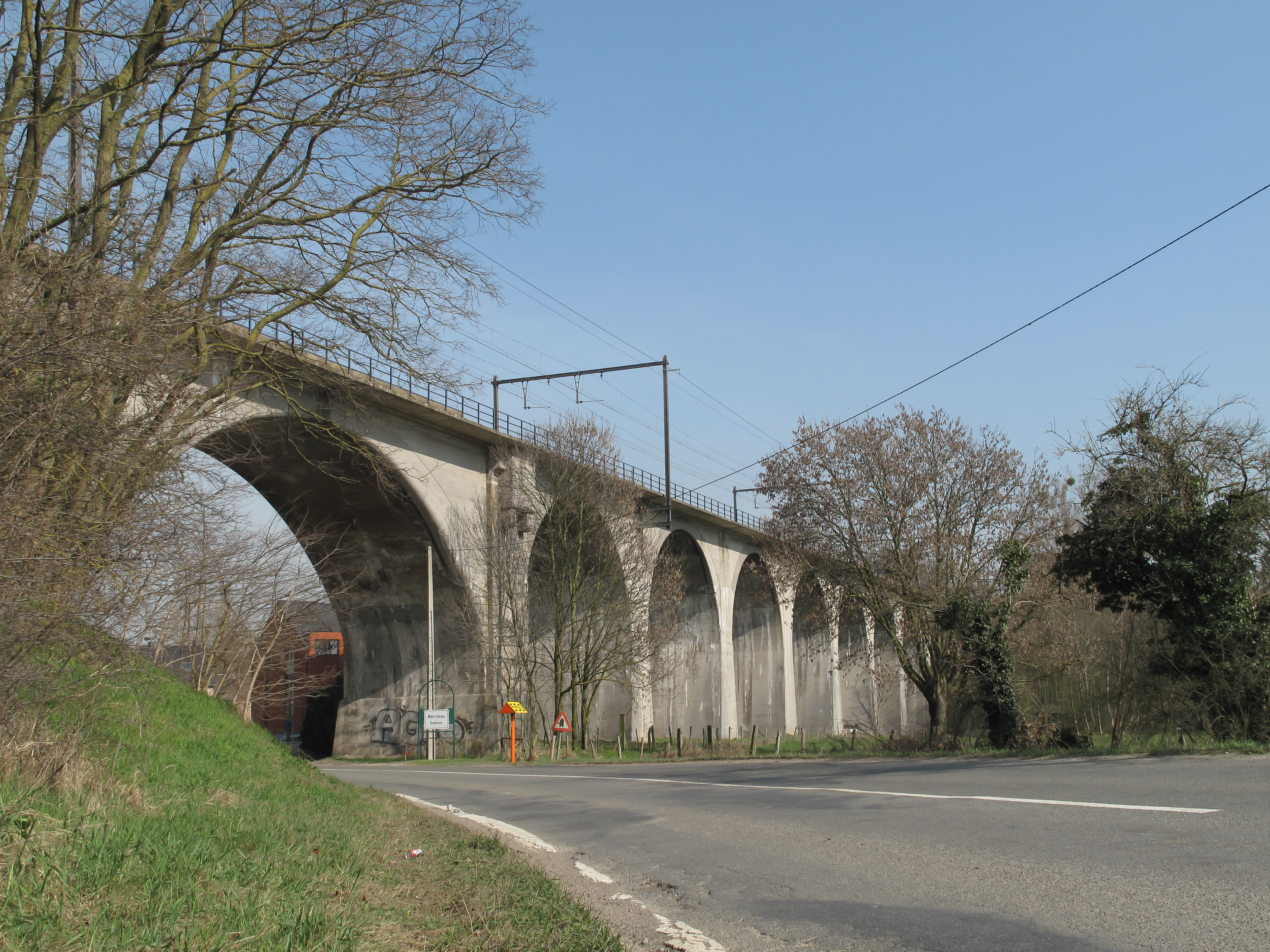
Viaduc.

### Culture

#### Festivités
Chaque année, les feux de la Saint-Jean sont célébrés à Berneau, événement qui rassemble plusieurs milliers de spectateurs.

## Personnalités
Plusieurs personnalités proviennent de Berneau. Parmi celles-ci, nous pouvons citer les musiciens Francis Duyzings et Pierre Iserentant, le peintre Pierre Legrand ainsi que le footballeur Léon Semmeling.